# Confrérie des jardiniers de Saint-Fiacre de la Robertsau à Strasbourg

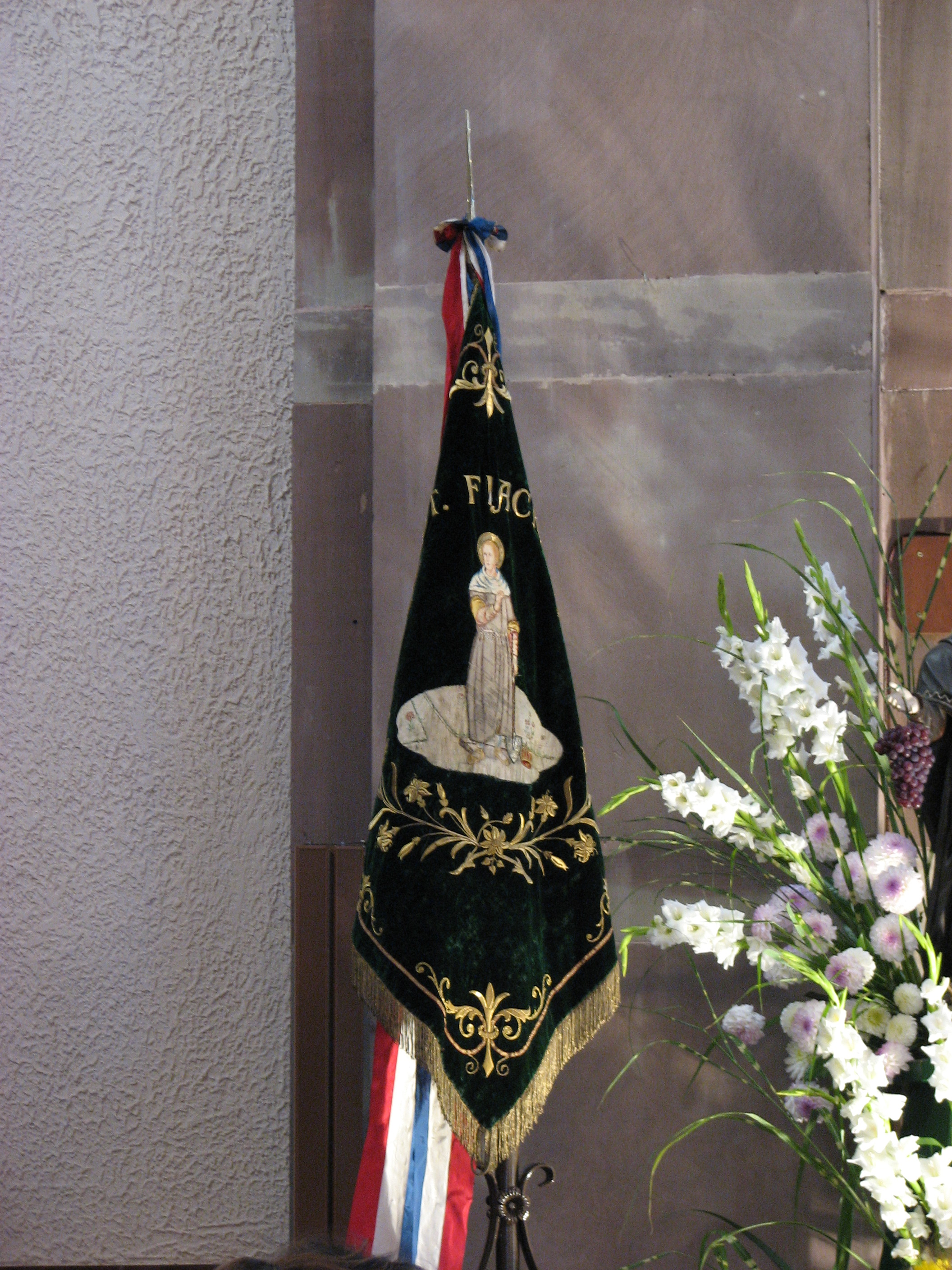
Drapeau de la confrérie Saint-Fiacre dans l'église Saint-Louis de la Robertsau pendant la fête des Maraichers.

La confrérie des jardiniers de Saint-Fiacre du quartier de la Robertsau à Strasbourg — est créée en 1752 par Jean Plumeret, jardinier du premier magistrat de la ville.
À l'origine confrérie d'obédience religieuse catholique, elle a pour but d'apporter conseils et aides aux membres dans un esprit d'amitié et de fraternité, mais aussi, au travers des grandes fêtes villageoises, le jour de la Saint-Fiacre, patron des jardiniers, de sensibiliser la population à leur existence et à l'importance de leur rôle socio-économique. Malgré la disparition progressive des maraîchers de la Robertsau, elle existe encore en 2019 sous forme d'association regroupant les maraîchers et jardiniers de toutes les confessions religieuses. Sa devise est « Ora et Labora » (prier et travailler).

## Histoire de la confrérie Saint-Fiacre de la Robertsau

### Création
Jean Plumeret, natif de Dijon et installé à la Robertsau depuis la capitulation de Strasbourg (30 septembre 1681), est le principal artisan de la création de cette confraternité. L'idée lui est venue le 2 février 1752 lors de la fête de la purification de Notre-Dame en l'église de Saint-André des révérends pères récollets. Il en parle aux jardiniers Fremiotte, Pierre Joly, Sébastien Juslot, René Bellanger, Jean Rigault et Jacques Pillot qui constituent la délégation qui entame les démarches. Ils sont rapidement soutenus par 60 jardiniers de Strasbourg et environs. La première assemblée a lieu le 16 avril 1752  chez Monsieur Erember Inspecteur Royal des Pépinières. L'Ammeister Rishoffer, Grand-maître des jardiniers strasbourgeois, donne volontiers son accord. L'autorisation épiscopale est plus difficile à obtenir.
Monseigneur d'Uranople, évêque de Strasbourg, leur fait part : « De ses craintes à ce qu'une pareille association ne durasse pas longtemps et des rumeurs malveillantes qui en résulteraient par des confrères jardiniers d'autres confessions ».
Après plusieurs requêtes et grâce à l'intervention de l'Ammeistre Rishoffer, le prélat signe le décret épiscopal qui prévoit la formation d'une association pour une durée d'un an. Pour pouvoir l'ériger en confraternité, il faut solliciter l'accord de Rome. Cela n'empêche pas les jardiniers de Strasbourg et de ses environs de fêter pour la première fois la Saint-Fiacre le 30 août 1752 dans l'église Saint-André des révérends pères récollets, qui devient la paroisse et le point de départ de la fête chaque année.
Le 2 avril 1753 arrive la bulle papale de Sa Sainteté le pape Bénédicte XIV contenant l'autorisation pour l'association de devenir une confraternité.
Le 2 décembre 1753 est signé le traité, entre les Révérands Pères Récollets et les maîtres jardiniers catholiques strasbourgeois, fixant les règles de la confrérie. La confrérie est régie par des règles précises. Ainsi par exemple, la fête patronale est minutieusement codifiée avec la grand-messe et sermon en allemand et vesprées avec sermon en langue française. La fête patronale est célébrée avec éclats et ferveurs jusqu'aux  perturbations de la Révolution française.

### La période révolutionnaire
L'existence de la confrérie est perturbée par les troubles religieux sous la révolution qui supprime l'ordre des Révérends Pères Récollets. L'église Saint-André-des-Récollets est transformée en magasin à l'administration de guerre. Avec le Consulat et la paix religieuse qu'il apporte, la confrérie Saint Fiacre reprend ses activités. Le 25 juillet 1801 est signé le traité établit entre « Monsieur le curé de la Paroisse Saint-Louis de Strasbourg et les Maîtres Jardiniers catholiques de la même ville, au sujet de l'association faite dans la susdite église paroissiale sous l'invocation et en l'honneur de Saint-Fiacre ». Pour la confrérie, les signataires sont René Michel Renard, Louis Jullot et Pierre Plumeret descendant direct du fondateur de la confrérie. L'église Saint-Louis de Strasbourg devient le point de départ des fêtes de la Saint Fiacre.
La confrérie entame alors un développement d'année en année, grâce à l'intérêt soutenu et au dévouement de sa grande et fidèle corporation de jardiniers.

### Les deux églises Saint-Louis et la période de l'annexion (1870-1918)
En 1859, la construction de l'église Saint-Louis de la Robertsau fait que, durant les années précédant la première guerre mondiale, la fête de la Saint Fiacre est célébrée dans les deux paroisses Saint-Louis (la nouvelle de la Robertsau et celle du centre-ville de Strasbourg). En 1867, après de dures négociations entre l'association et les autorités allemandes (l'Alsace est annexée), l'église Saint-Louis de la Robertsau devient la paroisse de la confrérie et les statuts de la corporation sont redéfinis. Sa fête patronale (s'Gârtnersfescht) devient celle de tous les jardiniers sans distinction de confession ni de langue.

Les deux églises Saint-Louis
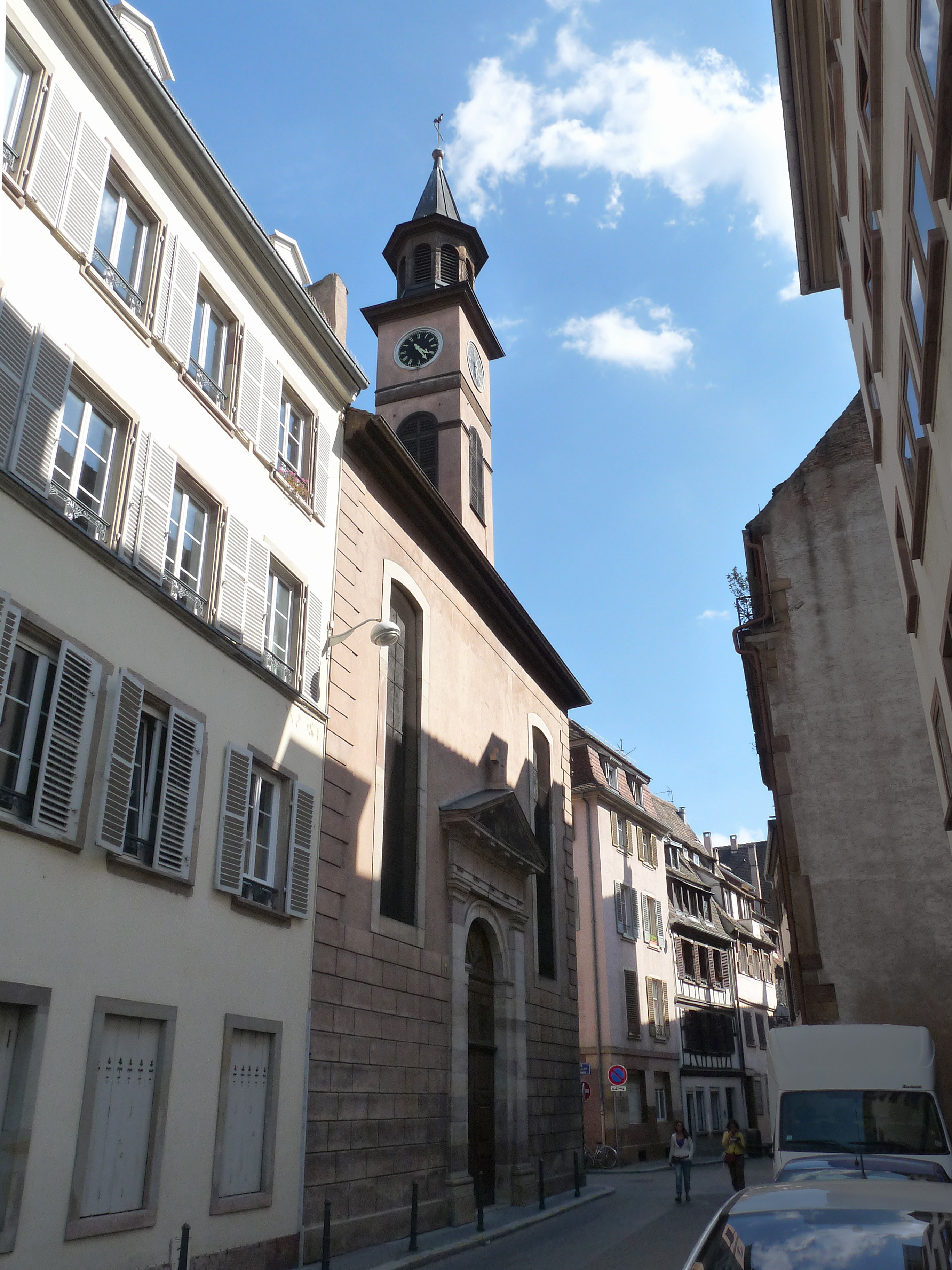
Eglise Saint-Louis en ville.
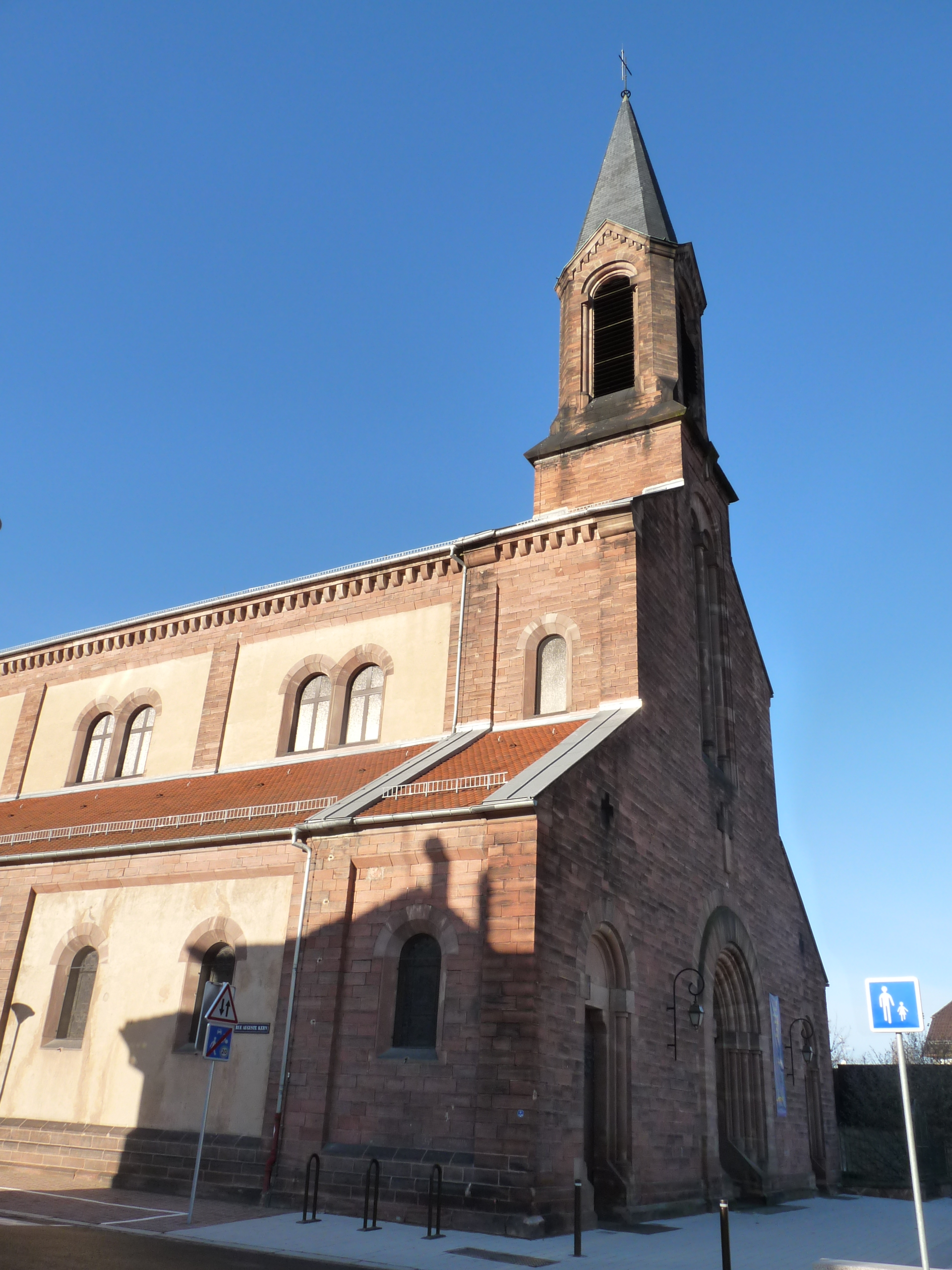
Eglise Saint-Louis à la Robertsau.

### Statuts de 1957
En 1957, la confrérie adopte de nouveaux statuts qui définissent les buts de l'association et montrent que les questions confessionnelles ne jouent plus un rôle à l'intérieur de la société.
Voici ces buts : 
- Se réunir dans un esprit d'amitié et de fraternité dans l'idée de solidarité chrétienne selon le principe  « " Ora et labora " » (prier et travailler).
- Célébrer la fête de Saint-Fiacre, patron des jardiniers, par un office d'actions de grâces en l'église Saint-Louis de la Robertsau, dans un esprit de profonde fidélité envers Dieu qui régit tout ici-bas, dans la reconnaissance de notre travail et de tous nos actes qui n'ont de valeur intégrale que dans la foi. Nous ne sommes que les instruments de la création divine.
- Donner la preuve de l'esprit de joyeuse fraternité qui anime les membres de la société par une fête des jardiniers l'après-midi de la Saint Fiacre[7].

## La fête de la Saint-Fiacre
La fête de la Saint-Fiacre est, à l'origine, célébrée le 30 août dans la paroisse de la corporation (Saint-André, puis Saint-Louis Strasbourg et Robertsau suivant la période).
C'est une fête religieuse et professionnelle, mais aussi le rendez-vous de nombreux habitants de la Robertsau et de Strasbourg même conviés en cette circonstance.
Elle débute par une cérémonie religieuse dans l'église paroissiale, qui est richement décorée pour l'occasion avec des fleurs et des légumes. Les membres de la confrérie apportent devant l'autel les brancards chargés de fleurs et de légumes. Ces produits de la terre et du travail des jardiniers et maraîchers sont par la suite offerts aux personnes âgées ou nécessiteuses. Symbole de partage, le moment le plus solennel est la distribution (sous forme de brioche) du pain bénit (symbole de partage) à toute l'assistance.
À la fin de l'office, les participants sont invités à un vin d'honneur servi au foyer paroissial. La traditionnelle tombola, dotée de cageots joliment décorés de légumes offerts par les membres de la Confrérie, vient agrémenter la fête.

Enfin, le banquet traditionnel réunit dans une ambiance de joie et d'amitié les membres de la Confrérie,.

Fête des jardiniers de la confrérie Saint Fiacre en 1903
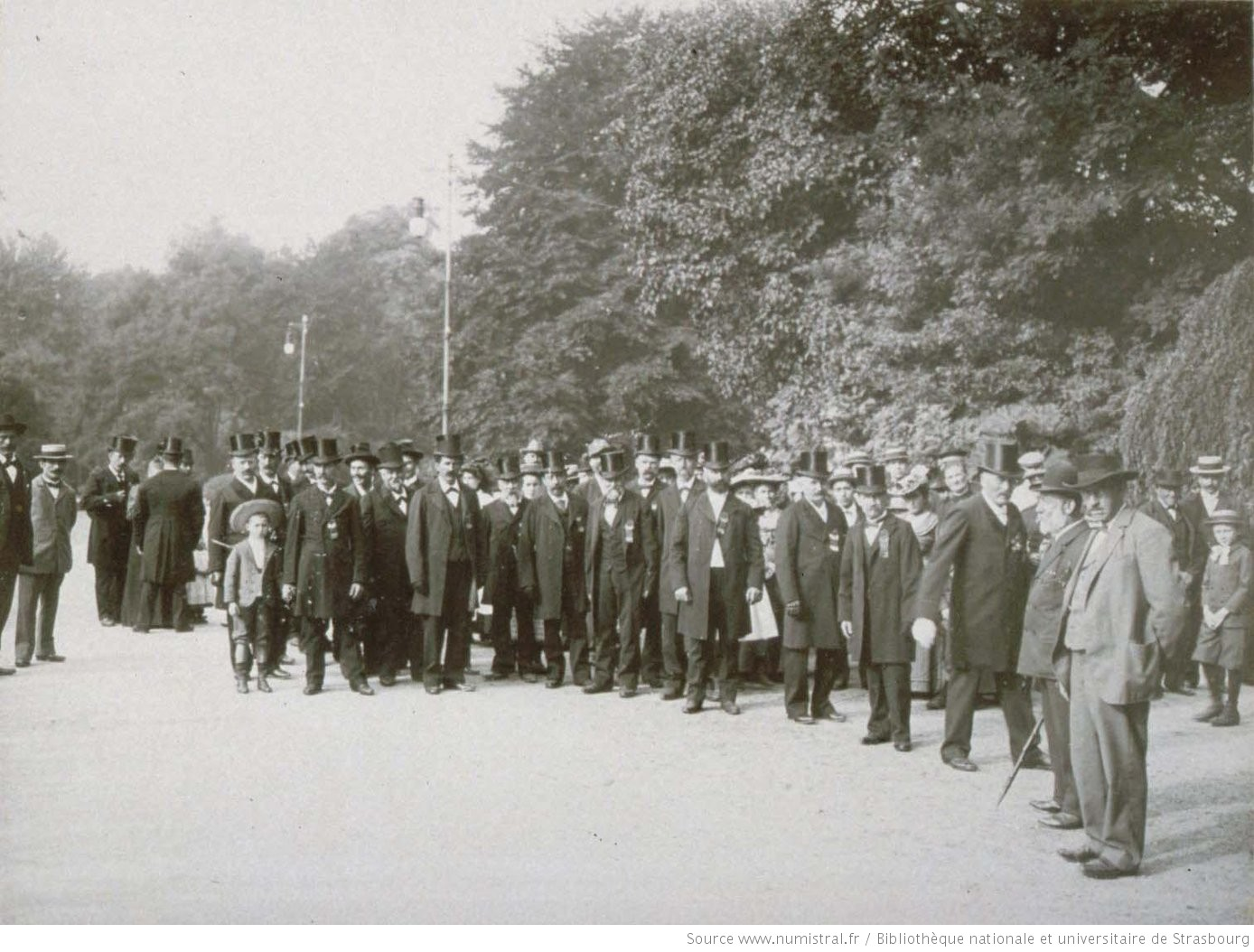
Notable et jardiniers
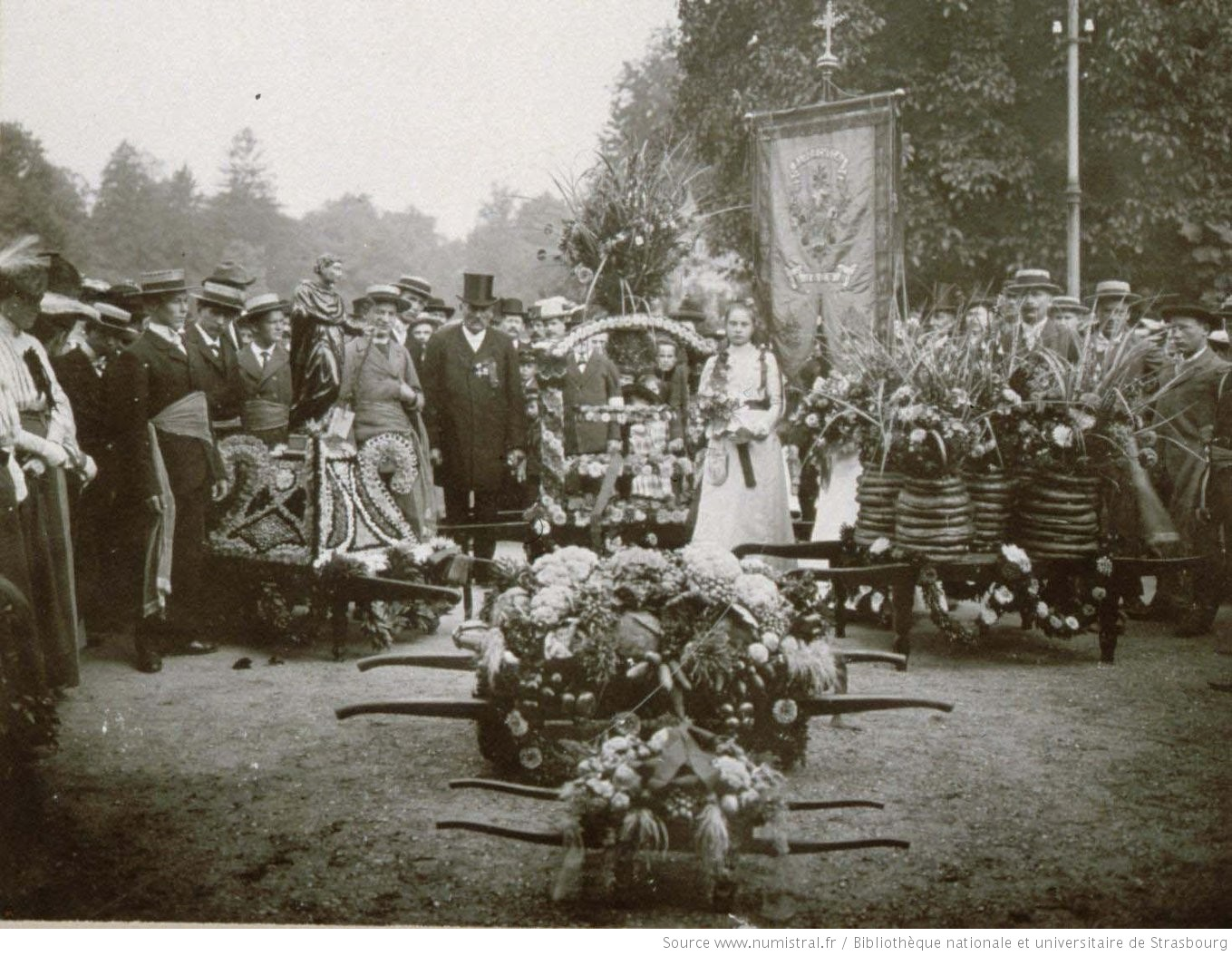
Les brancards portés en tête du cortège. Ils sont encore utilisés en 2019.
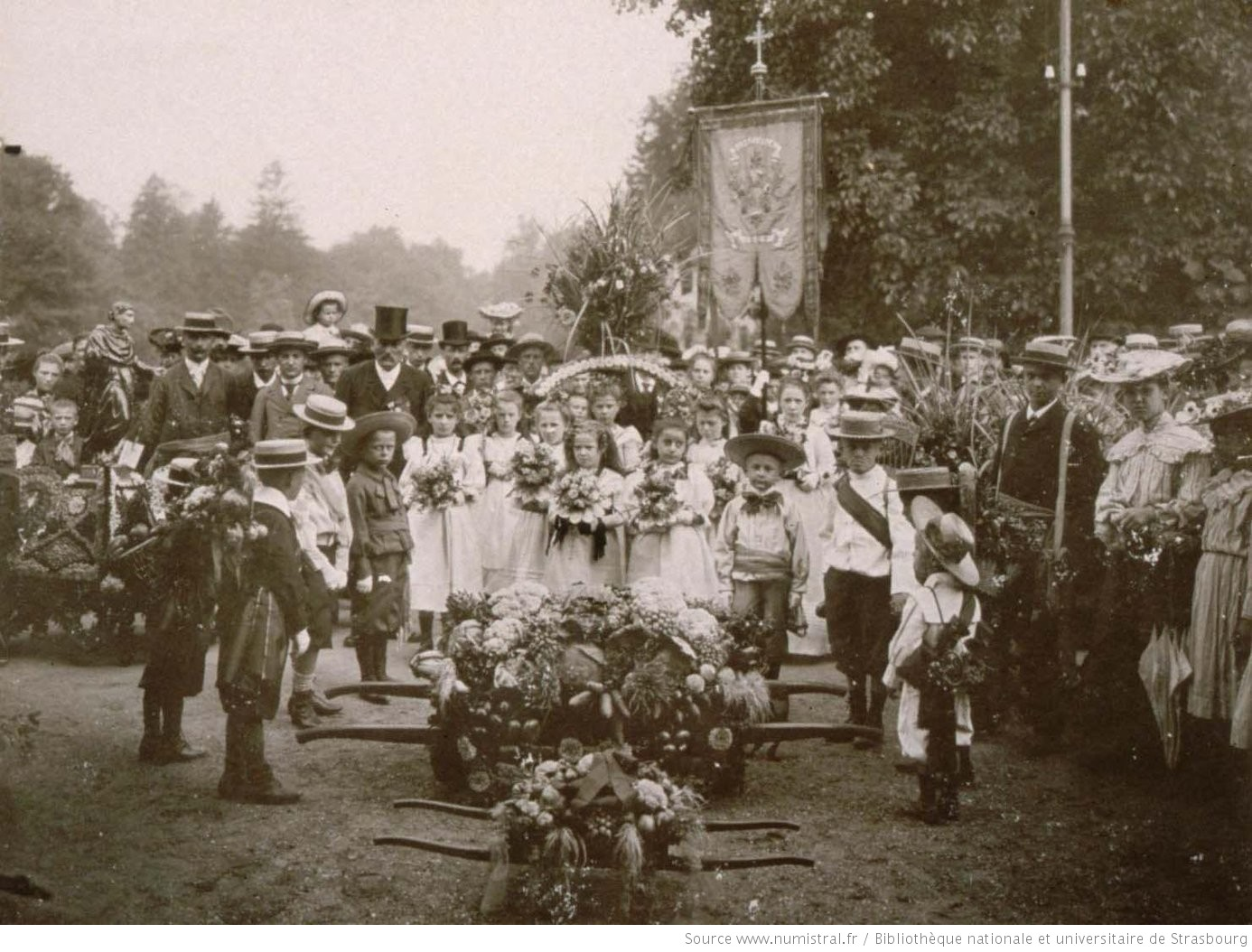
Les enfants dont les plus jeunes vont dans des carioles tirés par les parents. Elles sont encore utilisées en 2019.
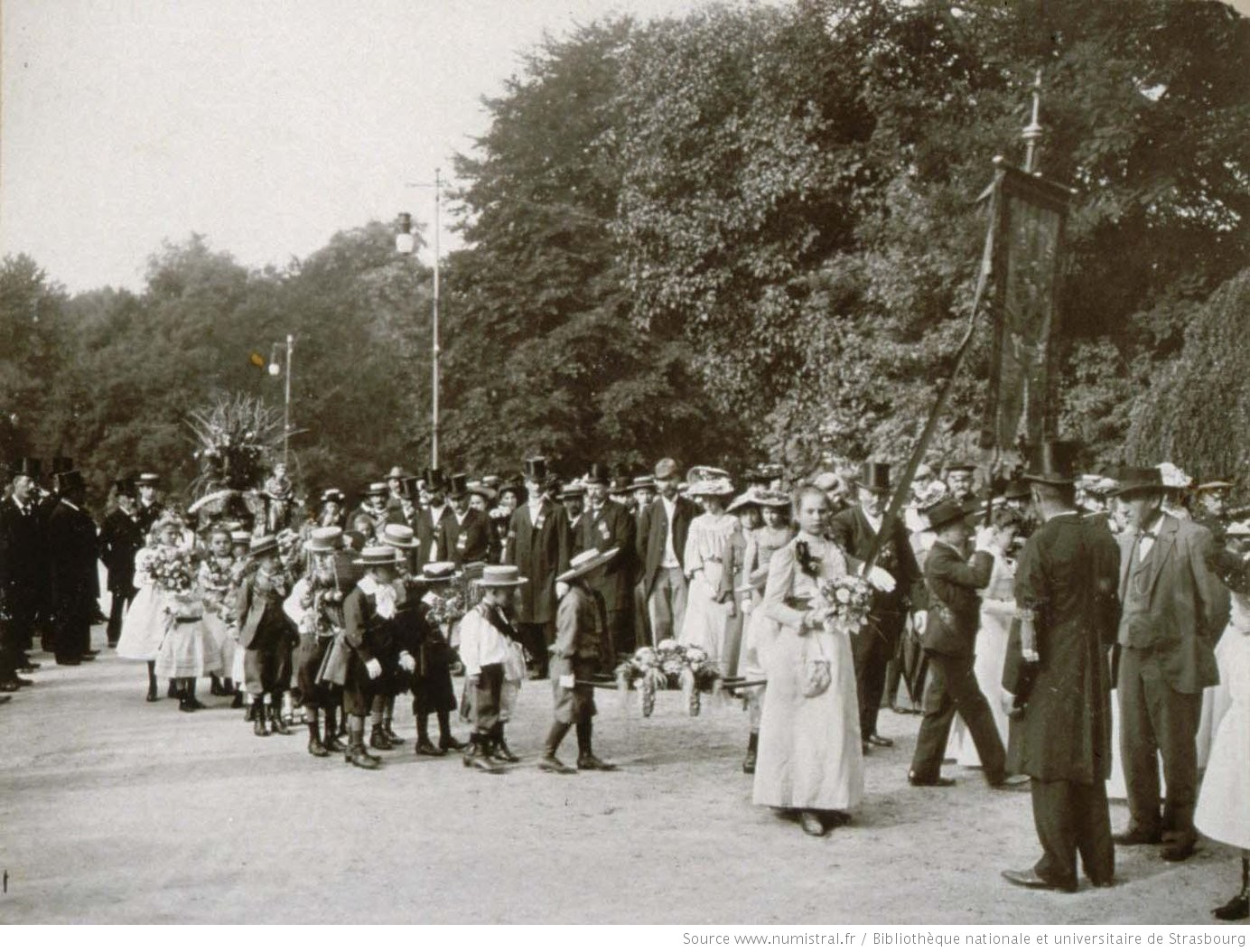
Constitution du cortège.
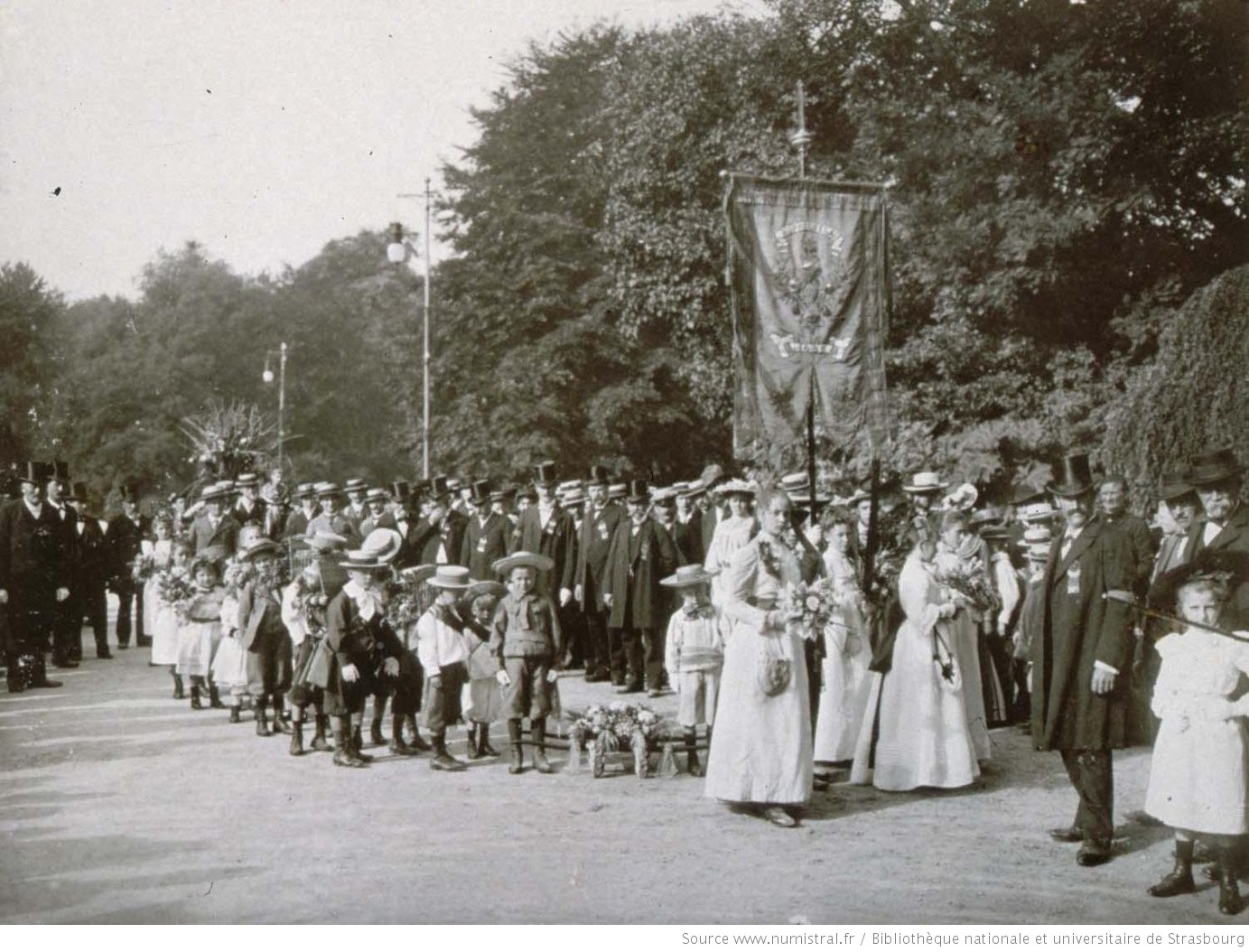
Le cortège formé avec en tête la bannière de la confrérie des jardiniers de Saint Fiacre.

Fête de la Saint-Fiacre (2009)
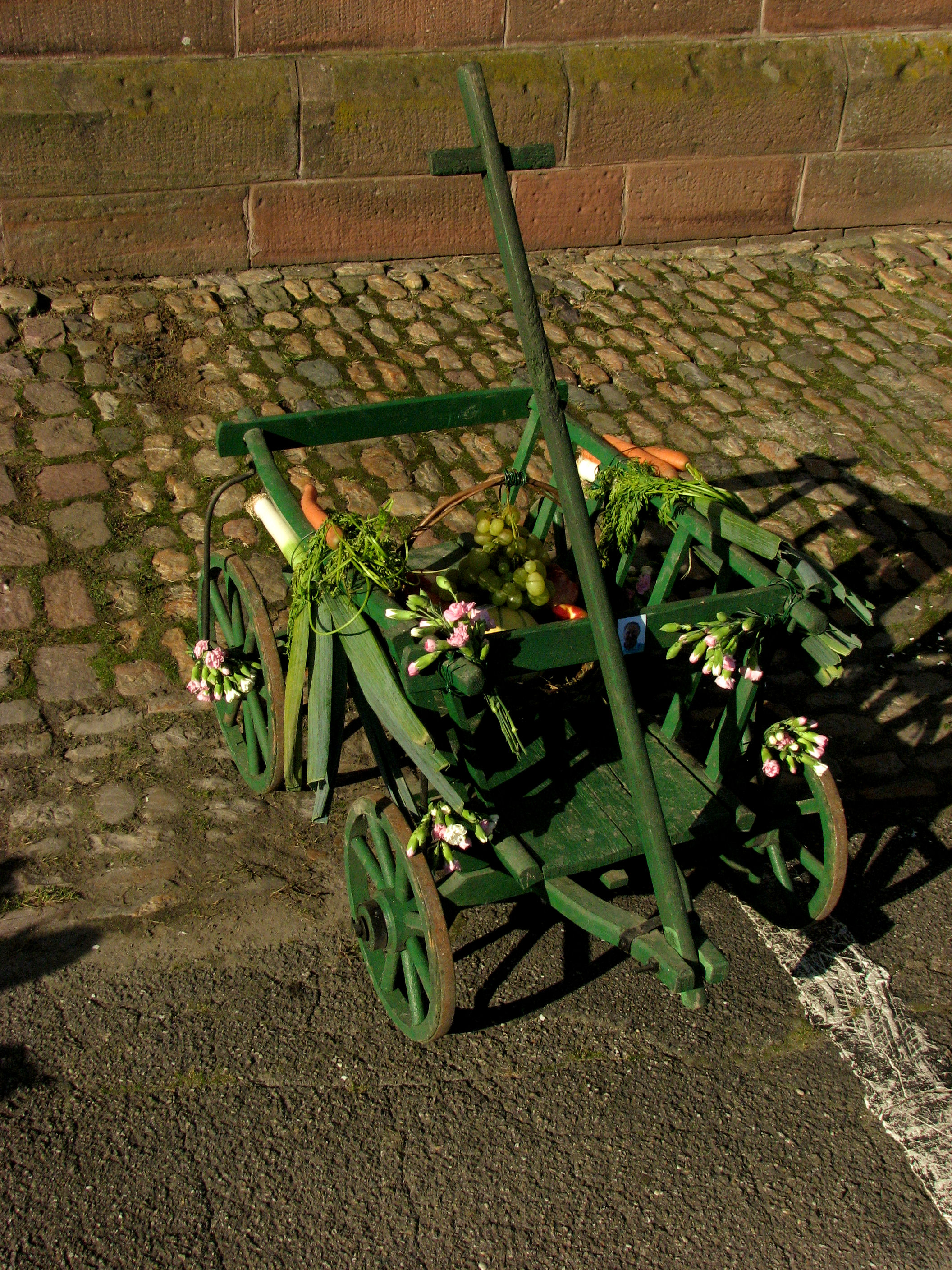
Chariot décoré dans lequel prennent place deux enfants. Ils étaient tirés par des adultes.
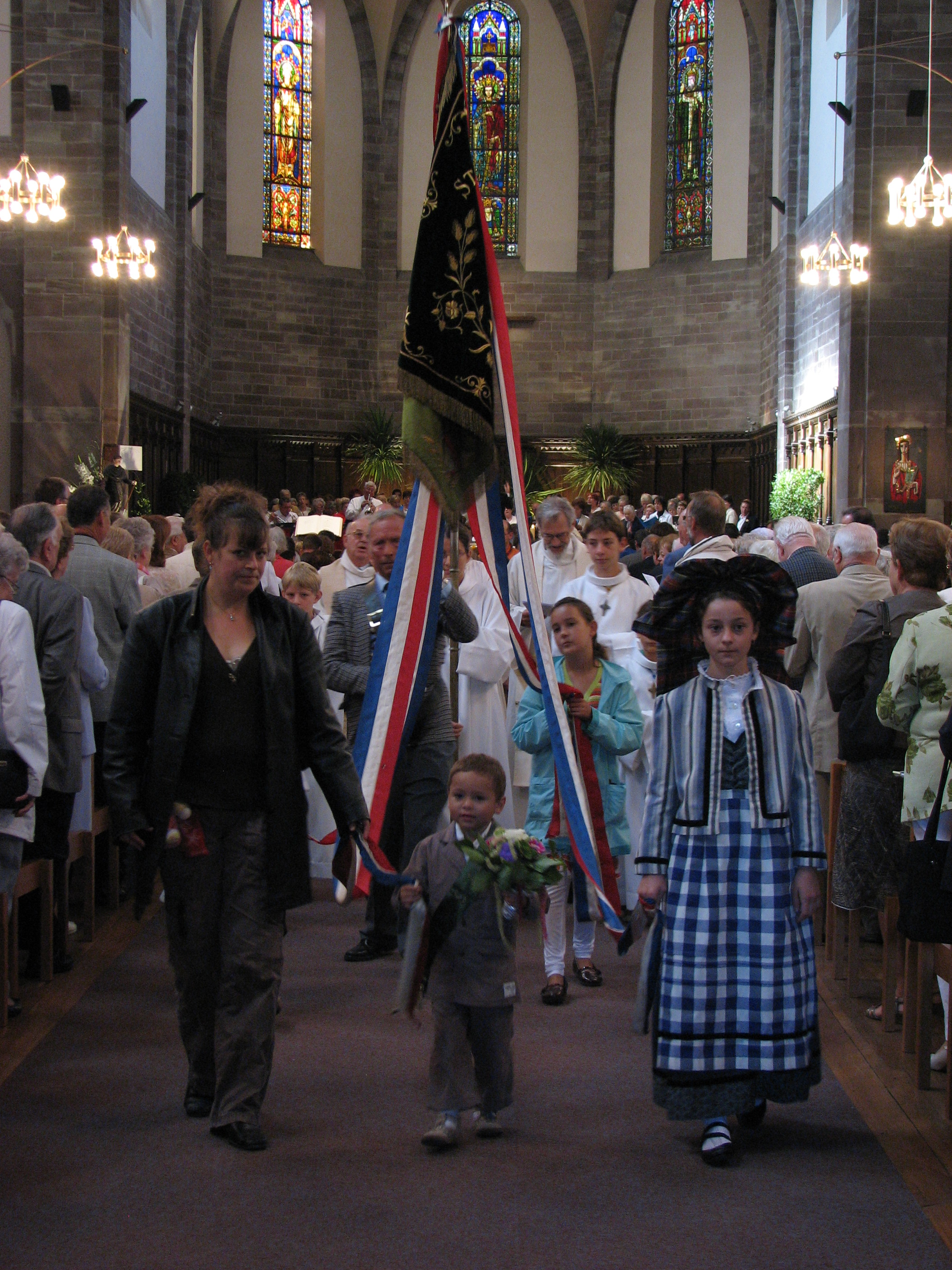
Le drapeau de la confrérie sortant de l'église Saint-Louis. Il est décoré avec des rubans aux couleurs nationales tenus par les enfants.
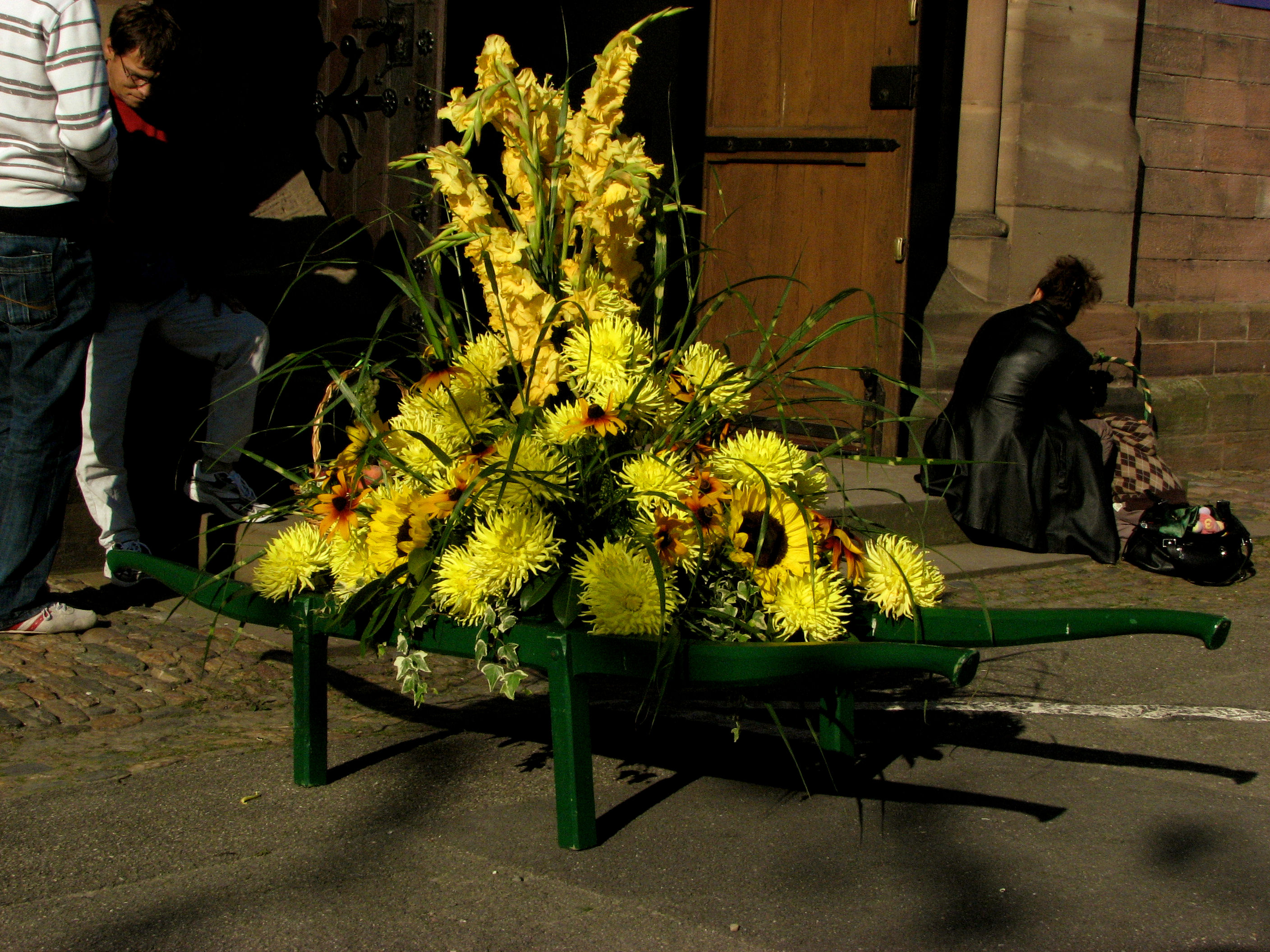
Brancard décoré porté par des adultes.
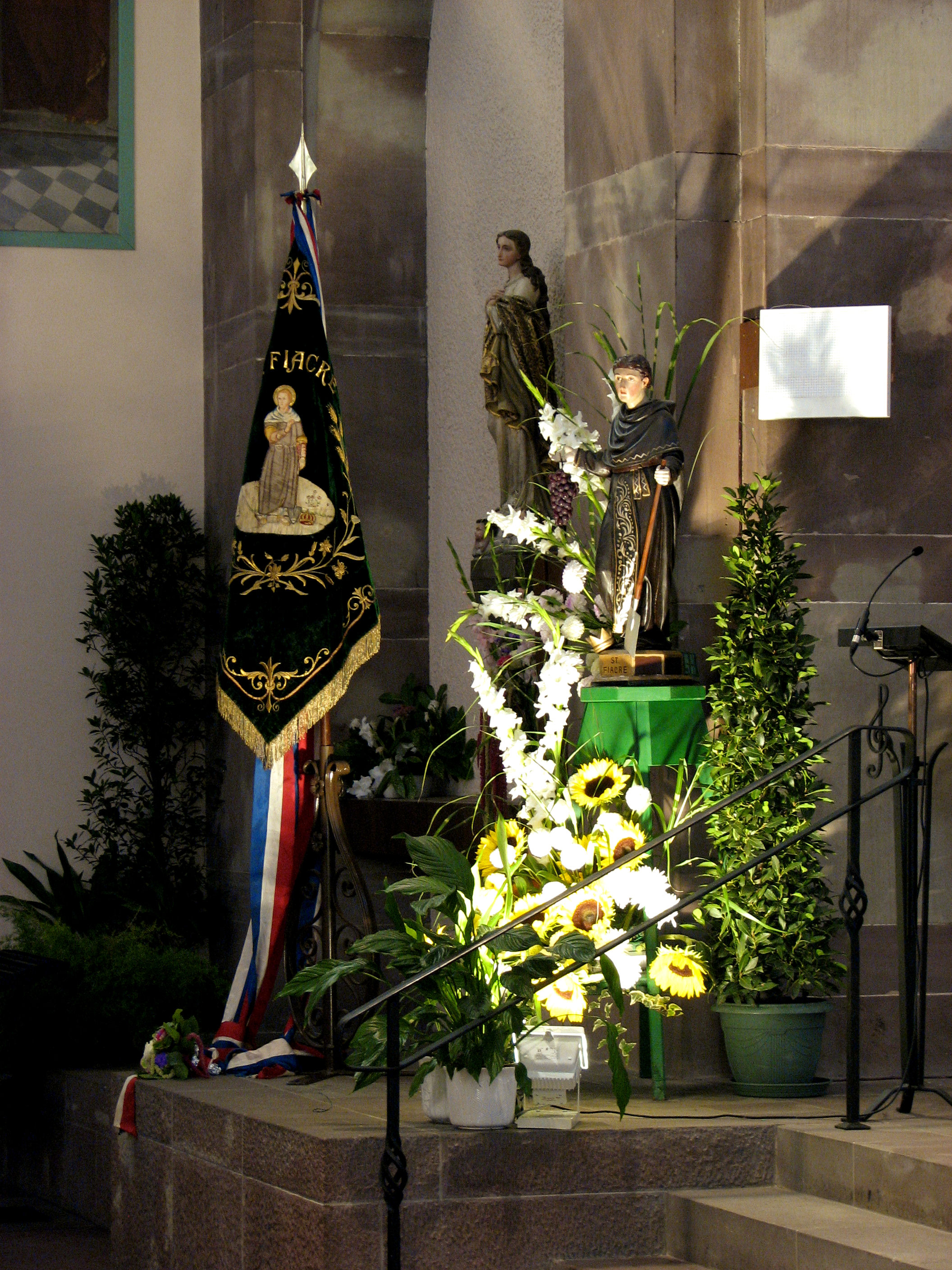
Le drapeau près de la statue de Saint-Fiacre dans l'église Saint-Louis de la Robertsau.
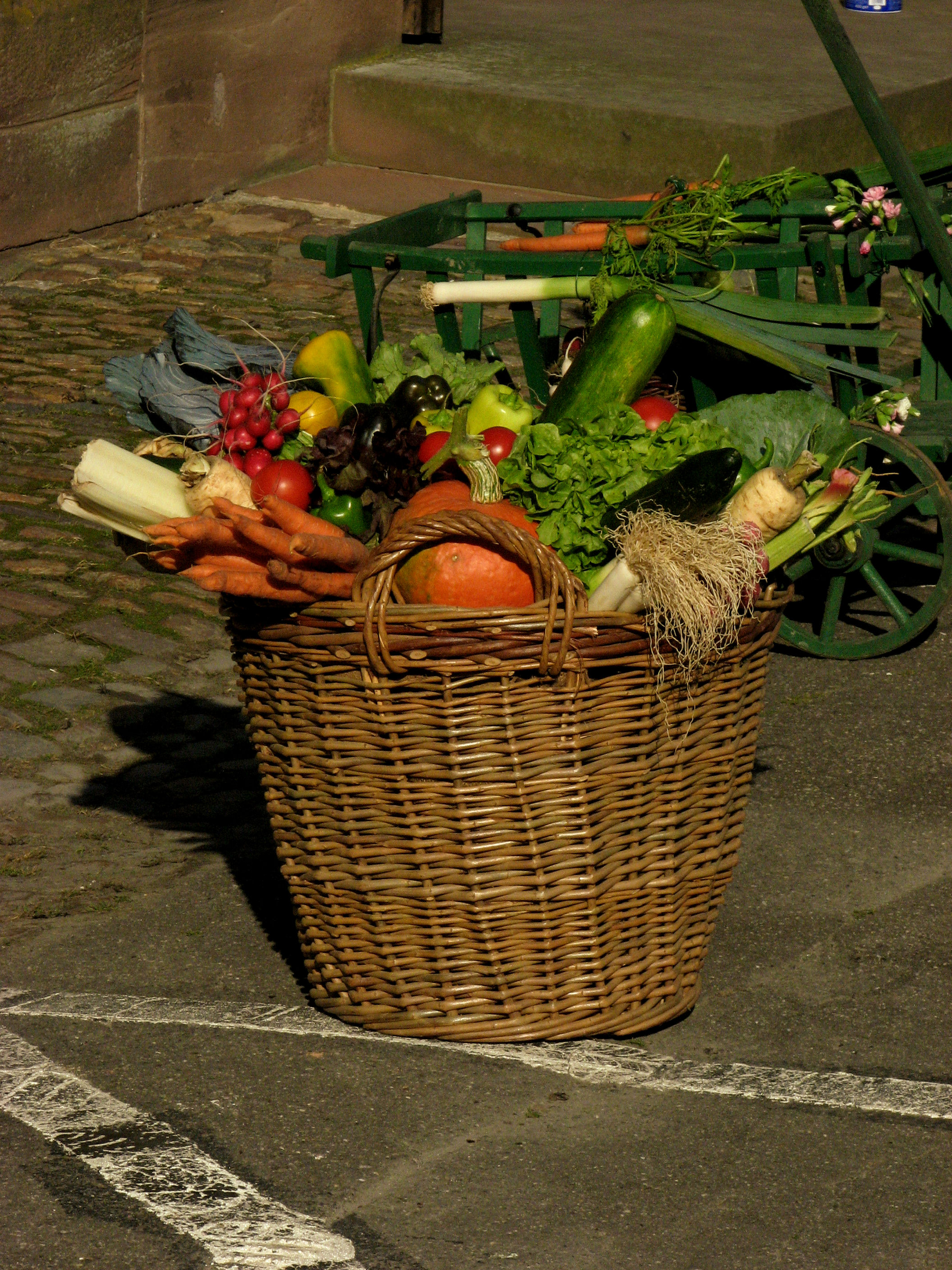
Panier de légumes.

## Autres confréries et fêtes de Saint-Fiacre en France
D'autres confréries de Saint-Fiacre sont actifs en France, ailleurs qu'en Alsace. La tradition de la fête de Saint-Fiacre, patron des jardiniers, maraîchers, horticulteurs, pépiniéristes et bouquetiers, est maintenue dans de nombreuses paroisses et communes, ou a été réintroduite, parfois sous l'égide voir le patronage des conseils paroissiaux ou municipaux ou des offices de tourisme. Des confréries œuvrent à Rouen et à Nancy. Des fêtes de Saint-Fiacre ont (eu) lieu à Sens, à Nevers, à St Valery sur Somme, etc. A Orléans, cette fête est même particulièrement célébrée, les habitants étant attachés à cette tradition horticole datant de 400 ans.

### Filmographie
- [vidéo] « Fête des jardiniers à la Robertsau », INA, 1er septembre 1964, Alsace actualité (consulté le 4 mai 2019)